# Paris-Dreux
Paris-Dreux est une course cycliste sur route organisée entre 1900 et 1995.

## Palmarès
| Année     | Vainqueur             | Deuxième              | Troisième           |
| --------- | --------------------- | --------------------- | ------------------- |
| 1900      | Claude Chapperon      |                       |                     |
| 1902      |                       | Marcel Cadolle        |                     |
| 1909      | Octave Lapize         | Eugène Christophe     | Jules Nempon        |
| 1916      |                       | Charles Lacquehay     |                     |
| 1925      | Roger Bisseron        | André Aumerle         | Labau               |
| 1926      | Abel Juelle           | Louis Busserolle      | Benoist             |
| 1927      | Aimé Trantoul         | Jules Lenoir          | Émile Bouigue       |
| 1928      | Jean Maréchal         | Antoine Proust        | Omer Dobbelaere     |
| 1929      | René Brossy           | Hilaire Bertellin     | Charles Candelier   |
| 1930      | René Durin            | René-Paul Corallini   | René Le Grévès      |
| 1931      | René Bernard          | Jean Leulliot         |                     |
| 1932      | René Gosset           | R. Debrand            | Vincent Carrara     |
| 1933-1935 | Pas organisé'         | Pas organisé'         | Pas organisé'       |
| 1936      | André Godher          | André Lantuejouve     | Robillard           |
| 1938      | Émile Idée            | A. Le Calvez          | Georges Guillier    |
| 1939-1946 | Pas organisé          | Pas organisé          | Pas organisé        |
| 1947      | Guy Solente           | Thomas                | Maes                |
| 1948      | Yvon Brunet           | Munier                | Roger Obert         |
| 1949      | Anzio Mariotti        | Lucien Verdier        | Gange               |
| 1950      | Anzio Mariotti        | Henri Bidaud          | Valentin Gerussi    |
| 1951      | Nello Sforacchi       | Anzio Mariotti        | Valentin Gerussi    |
| 1952      | André Henry           | Pierre Moire          | Henri Trouve        |
| 1953      | Jean Bellay           | Marcel Michel         | Maurice Le Boulch   |
| 1954      | André Vagner          | Michel Vermeulin      | Gérard Simon        |
| 1955      | Marcel De Crescenzo   | Pierre Dos Santos     | Robert Andry        |
| 1956      | Jean-Claude Fable     | Jean Le Lan           | Pierre Le Don       |
| 1957      | Alex Gnaldi           | Ange Roussel          | René Dandre         |
| 1958      | Jean Hoffmann         | Augustin Corteggiani  | André Retrain       |
| 1959      | Claude Puig           | Jean Le Lan           | Dominique Motte     |
| 1960      | Christian Riou        | Jacques Marcellan     | Jean Arze           |
| 1961      | Bernard Sauret        | Ramón Mendiburu       | François Le Her     |
| 1962      | Jean Arze             | Jacques Bachelot      | Michel Béchet       |
| 1963      | Daniel Popieul        | Pierre Campagnaro     | Paul Lemeteyer      |
| 1964      | Jean-Louis Quesne     | Francis Ducreux       | Cyrille McCartney   |
| 1965      | Jean-Pierre Boulard   | Jean-Pierre Livet     | Robert Hiltenbrand  |
| 1966      | Robert Bouloux        | Claude Guyot          | Bernard Guyot       |
| 1967      | Alain Hamy            | Gérard Swertvaeger    | Alain Vasseur       |
| 1968      | Bernard Dupuch        | Gérard Briend         | Daniel Proust       |
| 1969      | André Mollet          | Billy Bilsland (en)   | Daniel Proust       |
| 1970      | Paul-Louis Combes     | Régis Ovion           | Jean-Claude Meunier |
| 1971      | Jacques-André Hochart | Jean-Claude Meunier   | Roland Éloi         |
| 1972      | Aldo Ceci             | Joseph Carletti       | Bernard Croyet      |
| 1973      | Jean Thomazeau        | Guy Dolhats           | Gérard Giraudon     |
| 1974      | Hubert Mathis         | Jerry Servaye         | Gérard Naddéo       |
| 1975      | Bernard Vallet        | José Beurel           | Jean-Pierre Loth    |
| 1976      | Claude Vincendeau     | Gérard Le Dain        | Didier Van Vlaslaer |
| 1977      | Jean-Louis Gauthier   | Jean-Pierre Bouteille | Daniel Ceulemans    |
| 1978      | Grégoire Ruiz de Leon | Gilles Blanchardon    | Jacques Desportes   |
| 1979      | Francis Castaing      | Hervé Desriac         | Frédéric Vichot     |
| 1980      | Philippe Bodier       | Bernard Pineau        | Alain Mas           |
| 1981      | Guy Craz              | Gérard Aviègne        | Didier Echivard     |
| 1982      | Patrick Derosier      | Mario Verardo         | Thierry Barrault    |
| 1983      | Dominique Lecrocq     | Christophe Lavainne   | Martin Earley       |
| 1984      | Luc Février           | Gilles Bénichon       | Mario Degouge       |
| 1985      | Roland Le Clerc       | Claude Carlin         | Frédéric Garnier    |
| 1986-1987 | annulé                | annulé                | annulé              |
| 1988      | Greg Oravetz          | Laurent Landelle      | Jean-Pierre Godard  |
| 1989-1990 | pas de course         | pas de course         | pas de course       |
| 1991      | Christophe Malet      | Zbigniew Ludwiniak    | David Cook (en)     |
| 1992      | Christophe Paulvé     | Jean-Luc Woog         | Alban Triquet       |
| 1993      | Zbigniew Ludwiniak    | Cyril Saugrain        | Lars Michaelsen     |
| 1994      | Jean-Michel Thilloy   | David Derique         | Alex Pedersen       |
| 1995      | Jean-Michel Thilloy   | Rodolfo Meneghetti    | David Dumont        |